# Zeugenberg

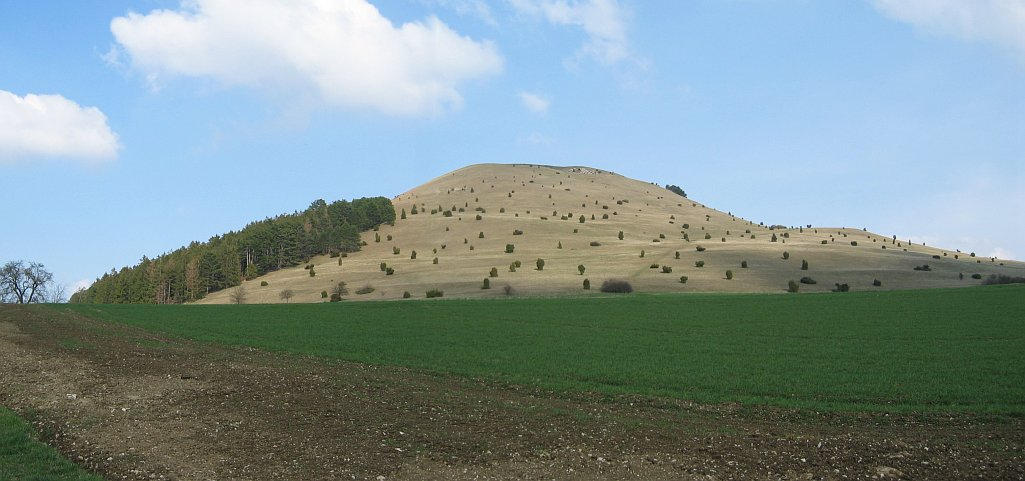
Der 668 Meter hohe Ipf, ein Zeugenberg der Schichtstufe der Schwäbischen Alb

Ein Zeugenberg (auch Ausliegerberg) ist ein Einzelberg in einer Schichtstufenlandschaft, der durch Erosionsvorgänge vom Schichtstufenplateau, dem er ursprünglich angehörte, isoliert wurde.

## Grundlegendes und Abgrenzung
Schichtstufenlandschaften zeichnen sich durch eine Wechsellagerung von Schichtpaketen aus erosions- und verwitterungsresistenten (kompetenten) Gesteinen und Schichtpaketen aus deutlich weniger erosions- und verwitterungsresistenten (inkompetenten) Gesteinen aus. Die kompetenten Gesteine werden als Stufenbildner, die inkompetenten als Hang- oder Sockelbildner bezeichnet. Ein Zeugenberg weist in aller Regel eine flache, aber steilwandige Kappe aus Stufenbildner-Gestein auf, den Oberhang, der die unterlagernden Gesteine aus Sockelbildner, den Unterhang, vor rascher Erosion schützt. Man spricht hierbei auch von einer Armierung des Unterhang-Gesteins durch das Oberhang-Gestein.
Zeugenberge sind nicht gleichzusetzen mit Inselbergen, bei denen es sich um isolierte Berge auf (oft geologisch sehr alten) Rumpfflächen handelt. Tektonische Klippen sind zwar ebenfalls Bereiche, die von dem Gesteinsverband, dem sie ursprünglich angehörten, durch Erosion isoliert wurden, doch dieser Gesteinsverband ist eine tektonische Decke in einem Deckengebirge, das heißt, auch die Bildung tektonischer Decken findet in einem geologisch völlig anderen Umfeld als die Bildung von Zeugenbergen statt.

## Entstehung
Im Folgenden werden zwei Szenarien beschrieben, nach denen Zeugenberge entstehen.

### Bei flach einfallenden Schichtstufen
Klassische Zeugenberge entstehen in Schichtstufenlandschaften mit flach einfallenden Schichten durch die Erosionstätigkeit parallel zum Streichen verlaufender Flüsse (sogenannte subsequente Flüsse). Diese isolieren den topographisch höchsten und exponierten Teil einer Schichtstufe, den Stufenfirst und zukünftigen Oberhang, durch Eintiefung in den unterlagernden Hangbildner vom topographisch niedrigeren und noch teilweise von jüngeren Schichten überdeckten Teil der Schichtstufe. Quer zum Streichen fließende Flüsse oder Bäche (die sogenannten obsequenten und resequenten Flüsse) sorgen gleichzeitig für die Quergliederung des alten Stufenfirstes. Das Ergebnis sind Zeugenberge, die vor der neuen Stufenstirn der Hauptstufe stehen bleiben. Solange der Oberhang noch mit der Hauptstufe verbunden ist, spricht man von einem Ausleger, einem Sporn, einem Vorsprung oder einer „Berghalbinsel“. Die umliegenden Täler werden als Stufenrandbuchten, Stufenrandtäler oder Stirnseitentäler bezeichnet. Erst nach einer deutlichen Trennung von der Hauptstufe redet man von einem Zeugenberg. Innerhalb des Hangbildner-Horizontes kann aber noch lange eine Verbindung zur zurückweichenden Hauptstufe bestehen. Solche Zeugenberge bilden sich nur bei einem Fallwinkel der Schichten von 1 bis 2°. Fallen die Schichten steiler ein, ist der Höhenunterschied zwischen altem und neuem Stufenfirst so groß, dass der alte Stufenfirst und potenzielle Oberhang bereits erodiert ist, bevor die Flüsse ihn vom Rest der Schichtstufe isoliert haben.

### Durch Reliefumkehr in tektonischen Gräben
Eine andere Möglichkeit der Zeugenbergentstehung ist die Lage auf einer Grabenscholle. Ein Stufenbildner auf einer tektonisch abgesenkten Scholle wird weit weniger von Erosion angegriffen als in den nicht-abgesenkten Bereichen, zum einen, da flächenhaft wirkende Erosionsformen höher liegendes Terrain stets stärker angreifen als tiefer liegendes und zum anderen, da im nicht-abgesenkten Bereich der Schichtkontakt zum unterlagernden Sockelbildner ebenfalls topographisch höher liegt und von den sich einschneidenden Flüssen schneller erreicht wird. Haben sich die Flüsse im nicht-abgesenkten Bereich erst bis in diesen unterlagernden Horizont eingetieft, verbreitern sich die Flusstäler dort u. a. durch Quellerosion relativ schnell, sodass das eigentlich relativ erosionsresistente Gestein des Stufenbildners dort nun zügig ausgeräumt wird. Schließlich ist der Stufenbildner im nicht-abgesenkten Bereich komplett abgetragen. Da der Sockelbildner deutlich weniger erosionsresistent ist als der auf der tektonisch abgesenkten Scholle noch gut erhaltene Stufenbildner, wird das Gelände des nicht-abgesenkten Bereiches deutlich schneller tiefergelegt als das des abgesenkten Bereiches und der dort erhaltene Stufenbildner wird als Zeugenberg aus der Landschaft herausmodelliert. Ein solcher Prozess fällt unter den Oberbegriff Reliefumkehr.

### Bedeutung

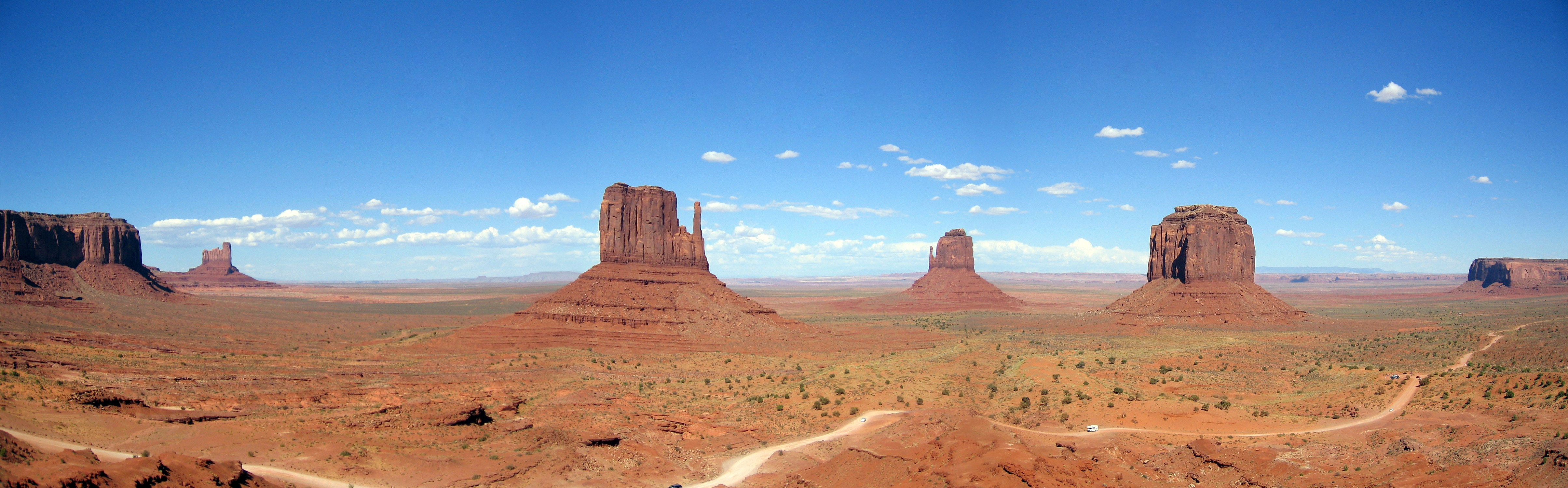
Monument Valley

Die isolierten Berge „bezeugen“ somit die frühere zusammenhängende Verbreitung bestimmter Schichten weit über das heutige Hauptverbreitungsgebiet hinaus. Bei der Stufenrückverlegung bzw. Stufenzersetzung kann sich eine ganze Zeugenberglandschaft ausbilden. Ein bekanntes Beispiel hierfür ist das Monument Valley.

## Beispiele

### Bekannte Zeugenberge der Jura-Schichtstufen zwischen Coburg und Basel
Zwischen Coburg im Nordosten und Basel im Südwesten erstrecken sich ungefaltete, leicht schräg gestellte Jura-Schichten. Sie gehören zur Südwestdeutschen Schichtstufenlandschaft bzw. zum Juragebirge im weiteren Sinn und sind vor allem im Bereich des Weißjura (in der Schweiz vor allem im Braunjura) zu mächtigen Schichtstufen ausgebildet. Im gesamten Stufenbereich haben sich Zeugenberge und teilweise auch Zeugenberglandschaften entwickelt.
Die wichtigsten Zeugenberge der Fränkischen Alb sind (zunächst von Nord nach Süd, weiter dann Richtung (Süd-)West):
- Staffelberg (540 m)
- Walberla (532 m)
- Hetzleser Berg (549 m)
- Moritzberg (603 m)
- Dillberg (595 m)
- Buchberg (591 m)
- Sulzbürger Schlossberg (567 m)
- Neubürg (587 m)
- Schlossberg (607 m)
- Hesselberg (689 m)

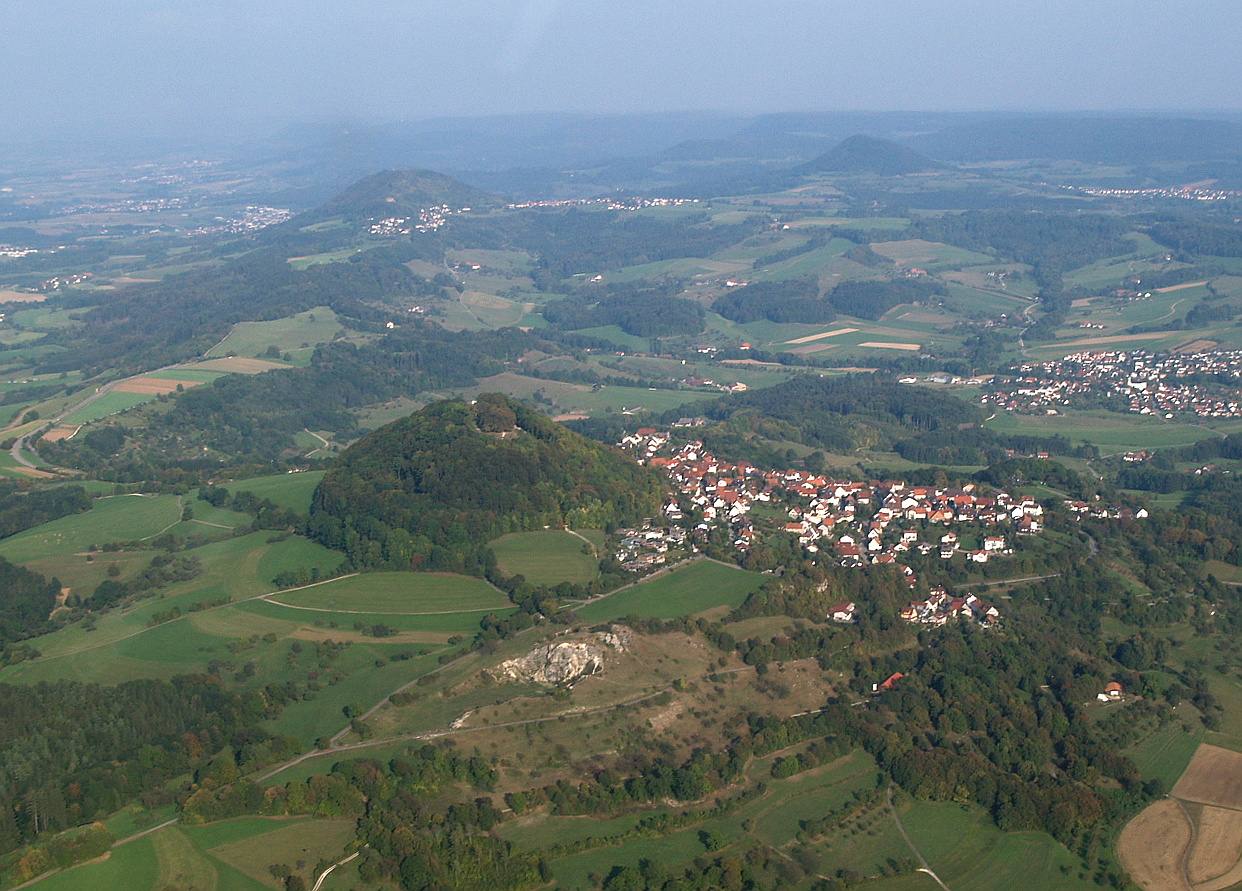
Die Drei Kaiserberge bei Göppingen, eine typische Zeugenberglandschaft in Deutschland

Wichtige Zeugenberge der Schwäbischen Alb (ohne „Pseudo-Zeugenberge“, das heißt (teil-)freistehende Berge vulkanischen Ursprungs wie die Limburg) sind (von Nordost nach Südwest):
- Ipf (668 m)
- Kaltes Feld (781 m)
- die Drei Kaiserberge: Stuifen (757 m), Rechberg (708 m) und Hohenstaufen (684 m)
- Michelsberg (724 m, bei Geislingen an der Steige)
- Achalm (707 m)
- Farrenberg (821 m)
- Roßberg (870 m)
- Zoller (858 m) mit Burg Hohenzollern
- Plateauscholle von Burgfelden (954 m)
- Plettenberg (1002 m)
- Lemberg-Hochberg-Oberhohenberg (1015,7 m)

Der Bereich des Baarjura stellt fast vollständig eine Zeugenberglandschaft dar. Zu ihr gehören (ohne „Pseudo-Zeugenberge“):
- Hohenkarpfen (912 m)
- Lupfen (976 m)
- Möhringer-Berg-Lindenberg-Scholle (949 m)
- Fürstenberg (918 m)
- Länge (921 m)
- Eichberg (914 m)
- Buchberg (880 m)

Wichtigste Zeugenberge des sogenannten Tafeljura der Schweiz zwischen Bad Zurzach und Pfeffingen sind (von Ost nach West, auch hier hat sich die Schichtstufe bereits zu einem großen Teil zu Zeugenberg- und Ausliegerlandschaften umgebildet):
- Geissberg (700 m)
- Heuberg (558 m)
- Schinberg (722 m)
- Frickberg (650 m)
- Farnsberg (758 m)
- Sunnenberg (632 m)
- Chienberg (741 m, mit Sissacher und Rickenbacher Flue)

### Zeugengebirge der Mittelgebirgsschwelle

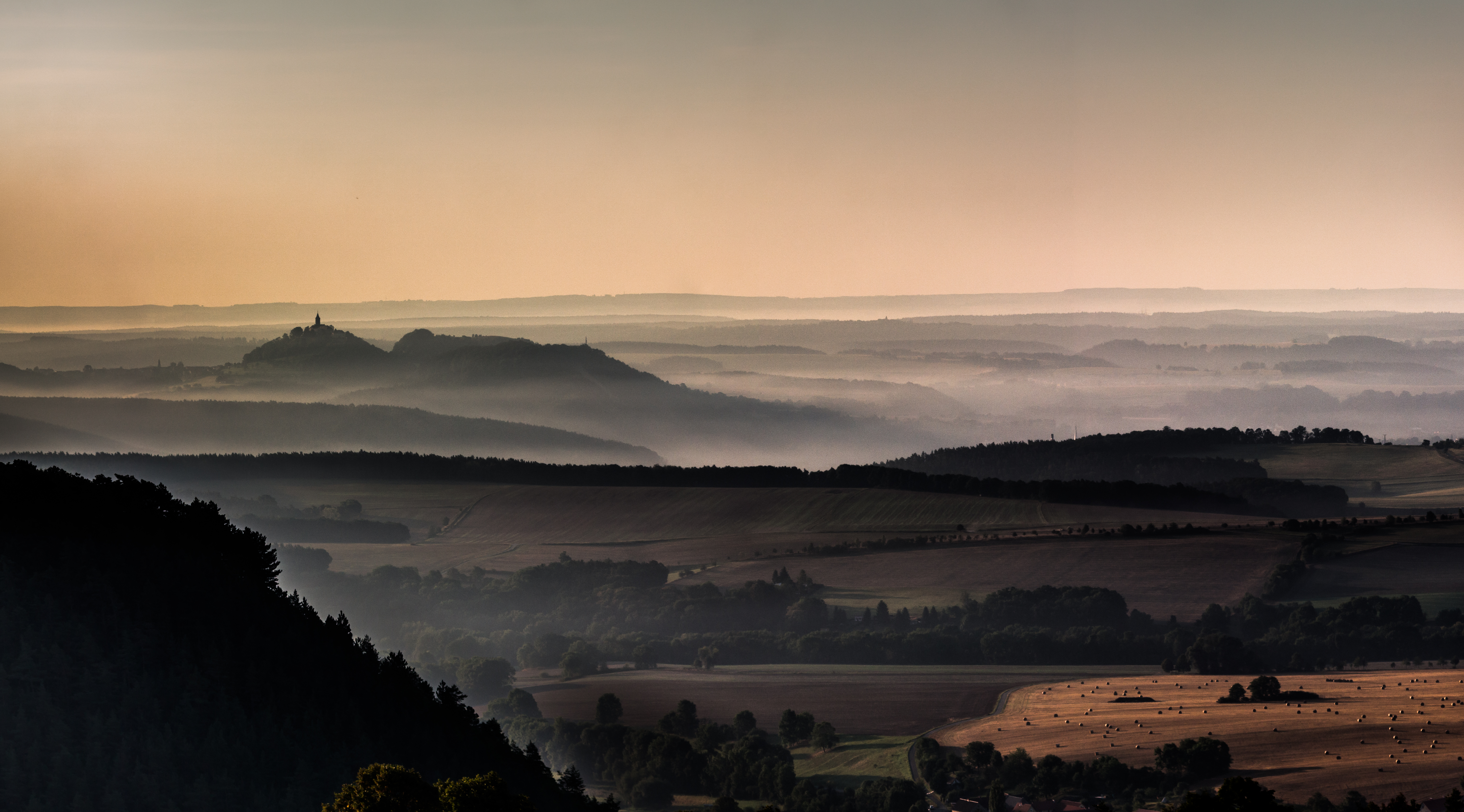
Die Leuchtenburg steht auf einer Kuppe aus Muschelkalk, der umliegende Buntsandstein ist nicht reliefbildend

Auch innerhalb der eher durch Bruchschollen mit herausgehobenem Grundgebirge geprägten, nördlich der eigentlichen Schichtstufenlandschaften gelegenen Mittelgebirgsschwelle spielen lokal Zeugenberge eine Rolle. Speziell im Thüringer Becken (mit Randplatten), welches eine in sich mehr oder weniger geschlossene Schichtstufenlandschaft darstellt, und seinem Umland liegen viele markante Zeugenberge der Muschelkalk-Stufe.
Westlich und nördlich der nordwestlichen Randplatte sind vor allem die Gobert und das Ohmgebirge nebst Bleicheröder Bergen zu nennen, die von ihrem Umfang her schon als Zeugengebirge bezeichnet werden können und höhere Höhen erreichen als die eigentliche Randplatte. Darüber hinaus finden sich zahlreiche kuppenartige Einzel-Zeugenberge westlich des Ohmgebirges und nördlich von Gobert und Obereichsfeld.
Südöstlich der Ilm-Saale-Platte, welche zusammen mit der sich südwestlich anschließenden Ohrdrufer Platte die Südost-Randplatte des Beckens darstellt, tauchen Zeugenberge eher vereinzelt auf, wie z. B. Leuchtenburg und Dohlenstein bei Kahla oder der Kulm bei Saalfeld. Streng genommen stellt auch der Singer Berg, der oft als höchster Berg der Ilm-Saale Platte aufgeführt wird, einen Zeugenberg der Reinsberge im Osten der Ohrdrufer Platte dar.
Südwestlich des Thüringer Beckens sind die beiden nördlichsten Kuppen der Rhön, Dreienberg und Landecker Berg, keine Basaltschlote, sondern Zeugenberge der dortigen Muschelkalk-Stufe.
Ein markanter Zeugenberg der Buntsandstein-Stufe ist der Muppberg bei Neustadt bei Coburg. Er ist Zeugenberg der südöstlichen Buntsandstein-Abdachung des Schalkauer Plateaus. Ähnlich verhält es sich am nördlichen Rand des Spessarts. Hier wird die Landschaft um Hailer, Meerholz und Lützelhausen geprägt durch die drei Zeugenberge: den Niedermittlauer- und den Meerholzer Heiligenkopf sowie den Rauenberg.